# Ned's SurvivalGids: Hoe houd ik de middelbare school vol?
Ned's SurvivalGids: Hoe houd ik de middelbare school vol? (originele titel Ned's Declassified School Survival Guide), kortweg ook wel Ned's SurvivalGids genoemd, is een Amerikaanse televisieserie die wordt uitgezonden op Nickelodeon. De serie liep in de Verenigde Staten van 12 september 2004 tot 8 juni 2007. De serie wordt ook uitgezonden in enkele andere landen, waaronder Nederland en België. De serie is in nagesynchroniseerde vorm in Nederland te zien, en verzorgd door Creative Sounds BV.

## Plot
Ned's SurvivalGids gaat over Ned Bigby en zijn twee beste vrienden: Jennifer Mosely (Moze) en Simon Nelson-Cook (Cookie). Ned heeft een survivalgids geschreven over hoe je de middelbare school vol kan houden: hoe pestkoppen te ontwijken, hoe kluisjes netjes te ordenen etc. Elke afleveringen verschijnen tips onder in beeld (ook nog eens opgelezen door Ned) uit de SurvivalGids.
Een aflevering duurt ongeveer 22 minuten, met daarin twee kleinere delen met aparte onderwerpen (allebei 11 minuten durend). In de aftiteling worden de gemaakte bloopers getoond.

## Locatie
De serie vindt plaats op de James K. Polk Middelbare School in Fresno, Californië (dit is te zien aan de vlag bij de entree). Deze school is vernoemd naar de 11e president van de Verenigde Staten, James Polk. De kleuren van de school zijn groen en geel, deze zijn overal terug te vinden in en rondom het schoolgebouw. De mascotte van de school is een wolf, alle sportorganisaties binnen de school heten dan ook "The Wolves". Mr. Monroe wilde zelfs een echte wolf laten komen op het schoolfeest.
In het eerste seizoen werd enkel binnen in het schoolgebouw gefilmd. Naarmate de afleveringen vorderden werd ook buiten het schoolgebouw gefilmd.

## Personages

### Hoofdpersonen
- Ned Bigby (Devon Werkheiser)

Ned is het hoofdpersonage. En een vriendelijke, behulpzame jongen. Hij begon een survival-gids te schrijven nadat hij per ongeluk in de toiletten van de meiden was gelopen op jonge leeftijd. Hij komt dan ook vaak in dit soort kleine probleempjes met zijn vrienden Moze en Cookie. Ned is al zijn hele leven buren met Moze. Hij is verliefd op Suzie Crabgrass, maar die verhuist jammer genoeg naar Santa Ana, waarop volgt dat hij Moze toch leuk begint te vinden: dat gevoel is wederzijds. Zijn droommeisje moet grappig zijn, een goede lach en een goede houding hebben. Hij komt meestal terug bij Gordy, de conciërge, om advies te vragen over meiden- en jongensdingen.
- Jennifer Ann (Moze) Mosely (Lindsey Shaw)

Jennifer gaat door het leven onder de naam "Moze", omdat Ned haar zo noemde in groep 3, om niet in de war te raken met de drie andere Jennifers die ook bij hem in de klas zaten. Ze probeerde in het 1e seizoen de hele tijd te ontsnappen aan Ned en Cookie, in de hoop een beste vriendin te krijgen. Uiteindelijk wordt ze vriendinnen met haar grootste vijand - Suzie Crabgrass. Maar dan blijkt: als ze weer gewoon met Ned en Cookie omgaat, ze de meeste vrienden krijgt. Ze is een kei in volleybal, en heeft bijna alle school-records gehaald, inclusief een record voor het behalen van de meeste school-records. Jennifer kan soms van karakter koppig zijn.
- Simon (Cookie) Nelson-Cook (Daniel Curtis Lee)

Deze computer-nerd wordt door zijn vrienden "Cookie" genoemd. Hij zit op een of andere manier altijd in de problemen. Hij gebruikt meestal zijn eigen wijsheid in combinatie met technologie om hemzelf en zijn vrienden te helpen. Hij heeft een groot moederbord in zijn kluisje, zijn broek functioneert als printer, en zijn bril dient als beeldscherm.

### Leerlingen
- Albert Wormenheimer (Stephen Markarian) - Een nerd uit Neds klas die stemmetjes hoort en daarom de hele tijd in zichzelf praat. Hij is goed in Wiskunde-Statistiek en hij maakt de populariteitslijsten.
- Anny (Kerry Hammond) - Een heel verlegen meisje dat niet durft te praten.
- Bernice Klibbenhocker (Tristin Mays) - Zij komt later als nieuwe leerling op het James K. Polk. Ze denkt meteen dat Ned haar vriendje is. Bernice doet zich eigenlijk anders voor dan ze werkelijk is. Ze gedraagt zich als een ruig type, maar is in feite een nerd die van algebra (wiskunde) houdt. Albert Wormenheimer voelt meteen wat voor haar als haar ware identiteit aan het licht komt.
- De Bende - Een vrouwelijk pestgroepje geleid door Doris Trembley (Jennifer Hyatt), Mandy (Jherimi Carter) en Sandy (Cathy Immordino). Ze zijn alle drie smoorverliefd op Ned.
- De Bijen (Engels: The Killer Bees, Krystal Acosta, Sean Micheal Afable en Carlos Pena jr.) - Een groepje jongeren dat niks liever wil dan spellingwedstrijden winnen. Ze pesten ook leerlingen en maken ze bang. Als ze boos zijn op iemand gaan ze naar hun spellen. Ze jagen Cookie dan ook het stuipen op het lijf. Ze worden ook weleens "De bijdehandjes" genoemd.
- Billy Loomer (Kyle Swann) - Kortweg Loomer genoemd. De bendeleider van een groepje pestkoppen op James K. Polk. Hij pest dan ook heel vaak Ned en Cookie. Hij heeft echter wel een zwak voor Jennifer Moseley.
- Bitsy Johnson (Spencer Locke) - Een vriendin van Suzie. Ze verraadt andere kinderen expres door ze briefjes voor haar te laten doorgeven. Ze is ook een beetje gemeen.
- Buzz (Recci Canon) - Is een vriend van Loomer en Crony, hij zegt vrijwel niks.
- Claire Sawyer (Brooke Marie Bridges) - Toekomstig advocate, die elke leerling op school verdedigt, of als een leerling naar haar toekomt. Ned kent haar al omdat ze samen in de crèche zaten.
- Chandra Taylor (Marquise Brown) - Is een vriendin van Jennifer, en zit soms ook aan de lunchtafel van Ned en zijn vrienden.
- Doug Secksay (Paul Diaz) - Een erg populaire jongen. Er hangt altijd een groepje meiden om hem heen, waardoor hij zelf weinig te zien is. Zijn gezicht is nooit te zien bij de afleveringen. Op Valentijnsdag kreeg hij de meeste rozen, totdat Cookie de zaak manipuleerde.
- Evelyn Kwong Michelle Kim - Een meisje dat verliefd is op Cookie en slimmer en beter probeert te zijn dan hij. Dat lukt niet altijd en krijgt daardoor woedeaanvallen. Ze wordt door Cookie soms "Evilyn" genoemd (Evil is Engels voor slecht).
- Faymen Phorchin (Vinicius Machado) - Zit bij Jennifer in de klas en komt uit Brazilië. In het begin had hij heel veel moeite met de taal. Jennifer is verliefd op hem en hij ook op haar. Later krijgen ze ook verkering.
- Hap-Slik (Woorie Chung) - Hij heeft altijd honger. Eerst liep hij altijd rond in de 2e pauzeronde, maar nu in de 1e ronde. Hij eet alles op wat hij kan vinden, dus ook lunches van andere kinderen. Ned is hem echter te slim af met een hete en pikante sandwich.
- De Hobo-tweeling - Tracey (Addison Hoover) en Stacey (Alex Hoover) zijn nerds uit Neds klas. Ze zijn de slimste op school en ze zijn precies hetzelfde. Ze zijn ook heel erg schuw.
- Jerry "Crony" (Matthew 'Teo' Olivares) - Een vriend van Loomer. Hij wil niet laten merken dat hij een passie voor mode en dingen voor meisjes heeft. Hij zit ook in de naaiclub. Zijn rol wordt steeds groter in de serie.
- Jock Goldman (Ben Hogestyn) - Is een bovenbouwer die Jennifer gebruikte om zijn ex jaloers te maken, later in de serie wordt hij echt verliefd op Jennifer.
- Kokosnoot Kop (Rob Pinkston) - Een beetje een gekke vriend van Ned, Moze en Cookie. Hij komt aan zijn naam omdat zijn moeder zijn haren op deze manier geknipt had, dat het op een kokosnoot lijkt. Niemand kent zijn echte naam.
- Lance Widget (Adam Cagley) - Een grote dikke jongen die Ned bijles gaf. Hij is heel erg ongeduldig en wordt snel boos. Helemaal als mensen zijn naam verkeerd uitspreken.
- Lisa Zemo (Rachel Sibner) - Deze nerd heeft een chronische neusverstopping. Ze is verliefd op Cookie maar hij moet niet veel van haar hebben. Later wordt ze knapper, en wordt Cookie wel verliefd op haar. Lisa ziet hem dan alleen een stuk minder staan.
- Martin Qwerly (Tylor Chase) - Een vriend van Ned. Hij is altijd optimistisch, maar praat vaak veel te snel, waardoor ze zijn mond nogal eens dichtplakken met plakband. Ned probeert hem altijd te vermijden of hem - als ze elkaar toch tegenkomen - te negeren of hem tegen een foto te laten praten.
- May (Amanda Alch), June (Meghan N. Shaw) en Julie (Kelly Vitz) - Drie meiden die een passie hebben voor gebloemde lange jurken. Volgens Moze zijn het robots.
- Mike (Joseph Ruzer) - Is een bovenbouwer die Kokosnoot Kop af en toe plaagt. Er wordt ook veel over hem geroddeld. Later in de serie wordt het een pestkop die een grotere rol krijgt in de serie.
- Missy Meany (Carlie Casey) - Een cheerleader op James K. Polk. Ze denkt dat ze erg populair is. Ze richtte zelfs een schoolclub op om mensen te leren hoe populair te worden.
- Nigel (Blaine Miller) - Deze jongen doet alsof hij uit Engeland komt als hij nieuw is op het James K. Polk. Maar in werkelijkheid komt hij uit Ohio waar hij zich heel erg voor schaamt.
- Rugzak-jongen (Kendre Berry) - Een jongen met een veel te zware en grote rugzak. Op zijn eerste dag kantelde hij al achterover. Hij heeft een geheime rugzak-opslagplaats achter een kluisje, en schijnt een super-rugzak-jongen te zijn met een jetpack in zijn rugzak.
- "Le Schrijvèr" (Tylor Chase) - Iemand met een geheime identiteit die briefjes zeer goed kan vervalsen in ruil voor koekjes met kokossmaak. Later in de aflevering waarin "Le Schrijvèr" voorkomt is te zien dat het Martin Qwerly is.
- Scoop (Vincent Martella) - De fotograaf en de razende reporter op James K. Polk. Hij zit bij de schoolkrant en bij de schoolwebsite.
- Seth Powers (Alex Black) - Een jongen dat heel veel van basketbal houdt. Hij heeft ook altijd een basketbal bij zich. Seth is een beetje een domme jongen. Moze was verliefd op hem maar later gaat haar verliefdheid over.
- Stu (Landon Taylor) - Een wat dikkere jongen die veel met Kokosnoot Kop en Martin Qwerly omgaat. Hij mag Lance Widget niet erg graag omdat hij een keer een chocoladekoekje had gestolen van Stu. Zijn talent is dat hij een broodje in een hap kan eten.
- Suzie Crabgrass (Christian Serratos) - Het ideale meisje voor Ned en de grootste vijand van Moze, alhoewel, later wordt ze de beste vriendin van Moze. Ned is al op haar verliefd sinds groep 4 op de basisschool. Eerst moest Suzie niks van Ned, maar later krijgen ze verkering.
- Spencer (Corbin Bleu) - Hij wil Ned jaloers maken op het schooltoneel door Suzie te kussen totdat Ned en Cookie het saboteren. Hij komt in 2 afleveringen voor.
- Timmy (Toet-Toet) (Kelii Miyata) - Deze jongen heeft last van zijn darmen, hij laat namelijk altijd enorme winden. Deze winden kondigt hij aan door "toet-toet" te zeggen, vandaar zijn naam.
- Tod (...) - Hij is de schoolclown van James K. Polk. Later verhuist hij naar Flevoland waar de hele school teleurgesteld om is.
- Vanessa (Logan Browning) - Is een meisje uit de bovenbouw, Cookie is verliefd op haar. Hij liegt zelf dat hij in de bovenbouw zit om aandacht van haar te trekken.

### Leraren
- Mr. Chopsaw (Dave Florek) - De houtbewerkingsleraar. Hij heeft een prothese van zijn vinger, die hij kwijtraakte in de gevangenis.
- Mr. Combover (Steve Bannos) - De muziekleraar van James K. Polk. Hij heeft zijn baard en haren uit een stuk laten knippen.
- Coach Joy Dirga (Kim Sava) - Ze is een bikkelharde gymlerares die van soaps en Star Wars houdt.
- Mr. Dren (Charles Chun) - De stagiair die Moze kreeg toen ms. Morrisson er even "tussenuit" ging. Eerst had hij geen gezag, maar later, na wat hulp van Moze, kreeg hij de klas onder controle. Zijn naam is achteruit "nerd".
- Mw. Enstile (Linda Cevallos) - Lerares Spaans. Ze was ook de coach van het meisjes volleybalteam. Cookie is hemels verliefd op haar.
- Mr. Gibson (Art Alexakis) - Een muziekleraar die een verleden had als rockster. Zijn armen staan vol tattoo's.
- Mr. Gross (Steve Bannos) - Een zeer smerige leraar, hij stinkt erger dan vieze sokken en rotte vis, en zijn adem ruikt verschrikkelijk. Hij begeleidt de spellingwedstrijden.
- Verpleegster Hunsucker (Mary Bogue) - Zij is er altijd als eerste bij als er een ongeval gebeurt of als er een epidemie heerst, en is dan op pad om mensen naar huis te sturen. Ze heeft ook het schoonste toilet van de school.
- Digi-Juf (Mo Collins) - Een lerares die thuis lesgeeft voor de webcam. Haar computerscherm staat op een verrijdbaar tafeltje. Ze kan ook de leerlingen zien met behulp van een webcam. Hoe ze echt heet is niet bekend.
- Mr. Irving Pal (John Bliss) - De oude geschiedenisleraar (en conrector) van Ned en Moze. Hij wil niet aanvaarden dat Moze een meisje was, maar noemt Ned wél een meisje. Hij werd vervangen door Mr. Wright.
- Mw. Knapp (Beverly Piper) - Een maatschappijleer lerares die altijd slaapt. Als ze wordt ontslagen is ze dolgelukkig. Ze wordt vervangen door Mr. Pal.
- Mr. Lowie (Fred Stoller) - De schoolfotograaf en de begeleider van de huiswerkklas. Zonder bril ziet hij geen steek, maar werkt zijn gehoor opperbest. Ook is hij de schoolpsychiater. Hij praat zeer monotoon.
- Mr. Monroe (Jim J. Bullock) - Een zachtaardige man die de verzorgingsleraar is van Ned en Cookie. Hij is de voorzitter van de naai-club, en hij kan zeer goed basketballen.
- Mr. Nigel Hattorf (Nolan North) - Een Duitse ckv-docent. Hij ziet de flessen die Cookie heeft verzameld in een aflevering voor kunst.
- Mr. Quest (Dave Grubber Allen) - De beheerder van het computerlab, de buschauffeur, en de eigenaar van de game-club, een club waar ze RPG-bordspelen spelen. Hij is heel erg verslaafd aan gamen en is een beetje eigenaardig. Hij heeft lang, en beschadigd haar.
- Coach Stax - Geeft zelfverdediging. Hij heeft Ned een keer een hele dag getraind omdat hij op de grond werd geduwd door Moze, 'een meisje.'
- Mr. Sweenie (Don Creech) - De natuurkunde-, biologie-, en scheikundeleraar. In de serie lijkt het dat hij een hekel heeft aan Ned. Maar eigenlijk heeft hij goede bedoelingen voor hem.
- Mr. Weiner (Marc Weiner) - Deze leraar geeft oorspronkelijk les op de basisschool, en is ook een invaller voor de middelbare school. Hij geeft les op een kinderachtige manier: met poppen en maquettes.
- Mr. Wright (Meshach Taylor) - De aardrijkskunde- en geschiedenisleraar. Hij wil graag dat leerlingen hem cool vinden, zoals hij aangeeft in de documentaire die Moze over hem maakt. Later wordt hij ook conrector.
- Dr. Xavier Lusia Strus - Is een wiskundelerares die aan haar accent te horen uit een voormalig Oostblokland komt. Ze is ook olympisch sportster in bobsleeën en Grieks-Romeins worstelen. Ze heeft een oogje op Gordy en houdt van laarsjes.

### Overige(n)
- Vicedirecteur Mr. Crubbs (Hamilton Mitchell) - De vicedirecteur, hij gedraagt zich cool, draagt altijd een wit pak, een zonnebril, is gek op mini-donuts en heeft een obsessie voor flamingo's. Ook treedt hij op als agent bij een knokpartij of gevecht. Hij is net een personage uit Miami Vice. Hij heeft vaak een helm met een zwaailicht op zijn hoofd.
- Van Earl Wright en Willie Gault - Dé journalisten als er een spannend moment of een evenement gebeurt op school, zoals een knokpartij of een spellingwedstrijd of "Cookies race naar gym".
- Gordy (Daran Norris) - Deze conciërge van de school doet eigenlijk nooit zijn werk, hij helpt Ned en zijn vrienden meestal, en als hij dat niet doet zit hij achter een wezel aan die hij gek genoeg nooit te pakken kan krijgen. Als er vuilnis in en rondom school ligt heeft hij altijd het smoesje: "Dat ruimt iemand anders wel op".
- De kantinejuffrouw (Loni Love) - Zij verzorgt samen met het lunchteam de schoollunches. In de lunchpauze voorspelt ze vaak de toekomst uit de bruine bonen of maïs voor de leerlingen.
- De wezel - Een wezel die op de school kwam in de tweede aflevering. Gordy heeft een hekel aan de wezel en probeert hem steeds te vangen. Het lukte Gordy nooit om de wezel te vangen, behalve op de laatste schooldag, maar hij heeft de wezel gered van Cookies zaagmachine en heeft hem zo laten ontsnappen.
- Mat Hoffman (Mat Hoffman) - Een professionele BMXer en een vriend van mr. Monroe. Hij komt in 2 afleveringen voor.
- Romantische man (Fabio Lanzoni) - De droomman van Dr. Xavier.

## In andere landen
Ned's SurvivalGids is te zien in Nederland en België en in de volgende landen:
- Canada; op de zender Family, zelfde benaming als in de Verenigde Staten.
- Verenigd Koninkrijk; op de zender Nickelodeon uitgezonden, zelfde benaming als in de Verenigde Staten.
- Frankrijk; in Frankrijk heet de serie "Ned ou comment survivre aux études", vrij vertaald als: Ned, hoe te overleven op school?
- Spanje; in Spanje heet de serie "Manual de Supervivencia Escolar de Ned", vrij vertaald als: Neds handleiding om te overleven op school.
- Mexico; op de zender Nickelodeon uitgezonden, evenals in alle Spaans sprekende Latijns-Amerikaanse landen, zelfde benaming als in Spanje.
- Brazilië; op de zender Nickelodeon uitgezonden, in Brazilië heet de serie "Manual de Sobrevivência Escolar do Ned", vrij vertaald als: Neds handleiding om te overleven op school.
- Duitsland; op de zender Nickelodeon uitgezonden, in Duitsland heet de serie "Neds Ultimativer Schulwahnsinn - Überlebenstipps", vrij vertaald als: Neds Ultieme Schoolgekheid - Overlevingstips.
- Oostenrijk; op de zender Nickelodeon uitgezonden, zelfde benaming als in Duitsland.
- Italië; in Italië heet de serie "Ned - Scuola di Sopravvivenza", vrij vertaald als: Ned - School der Overleving.
- Verenigde Arabische Emiraten; op de zender Nickelodeon Midden-Oosten uitgezonden.
- Israël; op de zender Nickelodeon Israël uitgezonden, in Israël heet de serie "מדריך ההישרדות של נד" uitgesproken als Madrich Hahisardut Shel Ned, vrij vertaald als: Ned's Survival Gids.
- Ierland; op de zender RTÉ TWO uitgezonden, zelfde benaming als in de Verenigde Staten.
- Zuid-Afrika; op de zender Ktv Mnet uitgezonden.
- Nieuw-Zeeland; op de zender Nickelodeon en TV3 uitgezonden, zelfde benaming als in de Verenigde Staten.
- Verenigde Staten; op de zender Nickelodeon uitgezonden, in de Verenigde Staten heet de serie "Ned's Declassified School Survival Guide", vrij vertaald als: Neds Vrijgegeven School-Survivalgids.
- Filipijnen; op de zender Air Nick.

## Regisseurs en schrijvers

### Regisseurs
| Regisseur            | Aantal afleveringen |
| -------------------- | ------------------- |
| Joe Menendez         | 11                  |
| David Kendall        | 8                   |
| Savage Steve Holland | 8                   |
| Fred Savage          | 6                   |
| Dan Coffie           | 3                   |
| Paul Hoen            | 2                   |
| Adam Weissman        | 17                  |
| Jonathan Winfrey     | 1                   |

### Schrijvers
| Schrijver      | Aantal afleveringen |
| -------------- | ------------------- |
| Scott Fellows  | 19                  |
| Mike Preister  | 7                   |
| Lazar Saric    | 6                   |
| Rick Groel     | 5                   |
| Frank Berin    | 5                   |
| Eddie Guzelian | 4                   |
| Joe Fallon     | 10                  |

## Trivia
- In de aflevering "Het gouden schrift" zit er een tekening van "The Crimson Chin" en "Cosmo" in Neds schrift. Dit zijn personages uit Fairly Odd Parents. De stemmen worden in de Amerikaanse versie ingesproken door Daran Norris, die in Ned's Survival Gids de rol van Gordy speelt.
- In de aflevering "Dagdromen" moet Ned iemand verzinnen om zijn klas te helpen. Hij verzint "Cosmo en Wanda", ook figuren uit Fairly Odd Parents.
- De 2 acteurs Mesach Taylor en Landon Taylor zijn vader en zoon, ze spelen in de serie Mr. Wright en Stu.

## Nederlandse stemmen
| Rol                    | Acteur                |
| ---------------------- | --------------------- |
| Ned Bigby              | Boyan van der Heijden |
| Cookie                 | Vincent Vianen        |
| Jennifer Mosely        | Shanna Chatterjee     |
| Albert                 | Jürgen Theuns         |
| Billy Loomer           | Jop Joris             |
| Jerry Crony            | Thijs van Aken        |
| Lisa Zemo              | Lot Lohr              |
| Missy Meany            | Lotte Horlings        |
| Suzie Crabgrass        | Pip Pellens           |
| Claire Sawyer          | Sita Manichand        |
| Nigel                  | Jimmy Lange           |
| Mr. Sweenie            | Lucas Dietens         |
| Mr. Chopsaw            | Hans Hoekman          |
| Mr. Wright             | Rogier Komproe        |
| Digi-Juff              | Marjolein Algera      |
| Mr. Irving Pal         | Wim van Rooij         |
| Mr. Monroe             | Finn Poncin           |
| Mr. Quest              | Louis van Beek        |
| Verpleegster Hunsucker | Beatrijs Sluijter     |
| Dirga                  | Hilde de Mildt        |
| Conciërge Gordy        | Jan Elbertse          |

Overige stemmen zijn van Marit Slinger, Shanna Chatterjee, Louis van Beek, Rogier Komproe, Wil van der Meer, Maria Lindes, Arnout Ulenberg en Florus van Rooijen